# رايموند غويثالس
رايموند غويثالس (بالفرنسية: Raymond Goethals)‏ (7 أكتوبر 1921 – 6 ديسمبر 2004) لاعب ومدرب كرة قدم بلجيكي راحل كان يجيد اللعب في مركز حارس مرمى. أصبح معروفًا عندما قاد نادي مرسيليا الفرنسي للتتويج ببطولة دوري أبطال أوروبا موسم 1992/1993 حيث أصبح أول نادي فرنسي يحقق هذه البطولة.

## المسيرة الرياضية
بدأ غويثالس مسيرته الرياضية في نادي دارينغ بروكسل سنة 1939 . في سنة 1949 قرر الانتقال إلى نادي راسينغ بروكسل . أعلن اعتزاله لعب كرة القدم بشكل نهائي في سنة 1952 .
بدأ مهنة التدريب في ناديين متواضعين وهما هانويت وبورغوورم . في سنة 1959 تولى تدريب نادي سانت ترويدين واستطاع أن يقوده لاحتلال المركز الثاني في بطولة دوري الدرجة الأولى في موسم 1965/1966 وبعدها قرر ترك النادي .
تولى غويثالس منصب مساعد مدرب منتخب بلجيكا في سنة 1966 وبعد سنتين وبالتحديد في 19 يونيو 1968 تولى منصب المدرب بدلا من كونستانت فاندين ستوك . استطاع أن يتخطى منتخبات يوغوسلافيا ، إسبانيا ، وفنلندا ويصعد إلى نهائيات بطولة كأس العالم لكرة القدم 1970 التي أقيمت في المكسيك . أوقعته القرعة في المجموعة الأولى حيث بدأ بداية جيدة بالتغلب على منتخب السلفادور 3/0 ثم خسر من منتخبي الاتحاد السوفييتي والمكسيك المستضيف 1/4 و0/1 . للمرة الثانية على التوالي نجح غويثالس في الامتحان وأهل منتخب بلاده للتأهل إلى نهائيات بطولة كأس الأمم الأوروبية لكرة القدم 1972 بعد تخطيه في التصفيات منتخبات المجموعة الخامسة البرتغال ، اسكتلندا ، والدانمارك ثم منتخب إيطاليا في الدور الربع النهائي . استضافت بلجيكا النهائيات ولكنها لم تستفد من عاملي الأرض والجمهور حيث خسرت في الدور النصف النهائي من منتخب ألمانيا الغربية 1/2 ثم تغلبت على منتخب المجر 2/1 في مباراة تحديد صاحب المركز الثالث . في تصفيات كأس العالم لكرة القدم 1974 واجه غويثالس منتخب هولندا ونجمه الطائر يوهان كرويف بالإضافة إلى منتخبي النرويج وآيسلندا . في المباراة الختامية كان يتوجب على غويثالس أن يقود منتخب بلجيكا للفوز على منتخب هولندا في عقر دار الأخير ولكنه فشل وانتهت المباراة بالتعادل 0/0 علما بأن مرمى منتخب بلجيكا لم يدخله أي هدف طوال المباريات الست .
في سنة 1976 قرر غويثالس وضع حد نهائي لمسيرته مع منتخب بلجيكا والموافقة على العودة إلى تدريب الأندية حيث انضم إلى نادي آندرلخت . في موسمه الأول 1976/1977 قاد النادي إلى المباراة النهائية لبطولة كأس أبطال الكؤوس الأوروبي ولكنه خسر من نادي هامبورغ الألماني 0/2 . في الموسم التالي 1977/1978 قاد نادي آندرلخت للتتويج ببطولة كأس أبطال الكؤوس الأوروبي بالفوز في المباراة النهائية على نادي أوستريا فيينا النمساوي 4/0 . في سنة 1979 رحل عن النادي متوجها إلى نادي بوردو الفرنسي وفي السنة التالية إلى نادي ساو باولو البرازيلي . في سنة 1981 عاد إلى موطنه وانضم إلى نادي ستاندارد لييج حيث توجه ببطولة دوري الدرجة الأولى موسمين متتاليين 1981/1982 و1982/1983 . وأيضا قاد النادي في موسم 1981/1982 إلى التأهل إلى المباراة النهائية لبطولة كأس أبطال الكؤوس الأوروبي ولكنه خسر من نادي برشلونة الإسباني 1/2 .
تعرض غويثالس إلى اتهام خطير في سنة 1984 بخصوص شرعية بطولة الدوري موسم 1981/1982 وهو دفعه رشاوي إلى لاعبي نادي فاتيرتشي الذي واجههم في المرحلة الأخيرة من البطولة وذلك من أجل هدفين الأول هو تحقيق نتيجة الفوز وبالتالي تحقيق بطولة الدوري والثاني عدم تعريض أي من لاعبي النادي للإصابة لأنه سيواجه نادي برشلونة في المباراة النهائية للبطولة القارية في الأسبوع المقبل . تحت هذه الضغوط اضطر غويثالس إلى تقديم استقالته من تدريب نادي ستاندارد لييج والرحيل عن بلجيكا متوجها إلى البرتغال حيث انضم إلى نادي فيتوريا غيمارايش . في السنة التالية عاد إلى بلجيكا وتولى تدريب نادي راسينغ جيت فافر . في سنة 1988 عاد إلى نادي آندرلخت حيث قاده لتحقيق بطولة كأس بلجيكا موسمين متتاليين 1987/1988 و1988/1989 . قرر مسئولو نادي بوردو التعاقد مع غويثالس مجددا في سنة 1989 وساهم في احتلال النادي المركز الثاني في بطولة دوري الدرجة الأولى خلف نادي مرسيليا .
في سنة 1990 تم تعيين غويثالس مدربا لنادي مرسيليا وكان مطلوب منه هدف محدد هو قيادة النادي للتتويج ببطولة دوري أبطال أوروبا . في موسمه الأول 1990/1991 كاد أن يحقق مبتغاه ولكنه خسر في المباراة النهائية من نادي النجم الأحمر بلغراد اليوغوسلافي بركلات الجزاء الترجيحية . نتيجة لذلك تم اختيار غويثالس أفضل مدرب في القارة الأوروبية . في موسم 1992/1993 نجح غويثالس في قيادة نادي مرسيليا لتحقيق نتيجة الفوز على نادي إيه سي ميلان الإيطالي في المباراة النهائية لبطولة دوري أبطال أوروبا بفضل رأسية المدافع الفرنسي بازيل بولي .
بعد مرور فترة بسيطة من التتويج الأوروبي انكشفت فضيحة الرشاوى التي قام بها رئيس نادي مرسيليا آنذاك بيرنارد تابي نحو 3 من لاعبي نادي فالينسيان من أجل المساهمة في تحقيق نادي مرسيليا الفوز في بطولة دوري الدرجة الأولى وبالتالي التتويج بها . نتيجة لذلك تقرر سحب لقب بطولة دوري أبطال أوروبا منه وأيضا بطولة دوري الدرجة الأولى وإنزاله إلى الدرجة الثانية . قرر غويثالس حينها التنحي عن تدريب النادي .
قرر غويثالس انتهاء مسيرته التدريبية في نادي آندرلخت في نهاية موسم 1995/1996 واتجه بعدها للتحليل التلفزيوني . توفي في سنة 2004 بعد معاناة مع مرض سرطان الأمعاء عن عمر بلغ 83 سنة . في سنة 2005 تم اختيار غويثالس صاحب المرتبة الثامنة والثلاثون في قائمة أفضل مائة شخصية في تاريخ بلجيكا . تم تسمية منصة جلوس المتفرجين رقم 2 في ملعب إدموند ماتشتينز التابع لنادي آندرلخت على اسمه.

## روابط خارجية
- رايموند غويثالس على موقع قاعدة بيانات كرة القدم.إي يو (الإنجليزية)
- رايموند غويثالس على موقع Soccerway.com (الإنجليزية)
- رايموند غويثالس على موقع عالم كرة القدم.نت (الإنجليزية)